# Loxocephalidae
Famille
Synonymes
- Cardiostomatellidae

Les Loxocephalidae sont une famille de ciliés de la classe des Oligohymenophorea et de l'ordre des Scuticociliatida.

## Étymologie
Le nom de la famille vient du genre type Loxocephalus, dérivé du grec ancien λοξός / loxós, « oblique, incliné, de travers », et κεφαλος - κεφαλωτος / kefalos - kefalotos, « tête », littéralement « à tête oblique », en référence à la forme de la partie antérieure de ces ciliés, notamment de son espèce type Loxocephalus luridus.

## Description
Les Loxocephalidae ont une taille petite (< 80 µm) à grande (> 200 µm). Leur forme est allongée-ovoïde, avec une extrémité apicale nue dans certains genres et un cytoplasme d'apparence sombre en raison de la présence d'inclusions minérales. Ils vivent en natation libre. Leur ciliation somatique est holotriche (c. à d. homogène). Leurs cinéties somatiques présentent une paraténie prononcée  près de l'extrémité antérieure, surtout près de la région buccale. Ils ont un ou plusieurs  cils caudaux (c. à d. dans la partie postérieur du corps cellulaire). Leur région buccale  se présente comme une petite cavité antérieure, avec des polycinéties (plusieurs rangées de cils) buccaux rectangulaires, et une paroi nervurée prononcée s'étendant à partir d'un court paroral. Leur suture postorale est bien visible, remplaçant le méridien directeur chez certaines espèces, toutes les polycinéties oraux, issues de leur stomatogenèse  provenant de scutica ou de vestige de scutica. Leur macronoyau est globulaire à ellipsoïde, rarement sous forme de nodules multiples. Leur micronoyau  peut être multiple. On observe une ou des vacuole(s) contractile(s), souvent au niveau du macronoyau. Un cytoprocte  est présent ; il est grand et en forme de bande. Les espèces de cette famille sont microphages, généralement sur les bactéries.

## Habitat
Les Loxocephalidae vivent en eau douce, parfois en eau saumâtre ou dans des habitats terrestres, préférant les environnements polysaprobes ou sapropéliques.

## Liste des genres
Selon GBIF (22 mai 2024) :
- Antameron
- Balanonema Kahl, 1931
- Cardiostomatella Corliss, 1960
- Dexiotricha Stokes, 1885
- Dexiotrichides Kahl, 1931
- Kariphilus
- Loxocephalus Eberhard, 1862 genre type
  - Espèce type : Loxocephalus luridus Eberhard, 1862
- Paradexiotricha Grolière, 1975
- Paraloxocephalus Small & Lynn, 1985
- Paratetrahymena Thompson, 1963

Selon Lynn (2010)
- Cardiostomatella Corliss, 1960
- Dexiotricha Stokes, 1885
- Dexiotrichides Kahl, 1931
- Loxocephalus Eberhard, 1862
- Paradexiotricha Grolière, 1975
- Paraloxocephalus Small & Lynn, 1985
- Paratetrahymena Thompson, 1963

## Systématique
Le nom valide de ce taxon est Loxocephalidae Jankowksi, 1964.